# Flims
Flims é uma comuna da Suíça, no Cantão Grisões, com cerca de 2.597 habitantes. Estende-se por uma área de 50,46 km², de densidade populacional de 51 hab/km². Confina com as seguintes comunas: Elm (GL), Laax, Pfäfers (SG), Sagogn, Trin, Valendas, Versam.
A língua oficial nesta comuna é o Alemão.